# Bill Atkinson
Bill Atkinson (17 de marzo de 1951-Portola Valley, California, 5 de junio de 2025) fue un ingeniero informático estadounidense que trabajó en Apple Computer entre finales de los años 70 y principios de los 90.

## Biografía
A su labor como programador se deben aplicaciones muy orientadas a la interfaz gráfica de usuario como HyperCard, MacPaint o el API QuickDraw.
Otras contribuciones en el campo del desarrollo fueron el lazo de selección o las marching ants (hormigas marchando), utilizados actualmente en la mayoría de programas de edición gráfica, como Adobe Photoshop.